# 魁星阁古建筑群
魁星阁古建筑群，位于山东省淄博市周村区大街街道。是入中华人民共和国山东省省级文物保护单位之一。
2013年，列入第四批山东省文物保护单位，该文物保护单位是一座古建筑。